# Стыцюк, Наталия Викторовна
Наталия Викторовна Стыцюк (род. 5 сентября 1967) — российская художница кино, сценаристка, заслуженный художник РФ (2010), член Союза кинематографистов (с 2004 года), член Союза художников (с 2002 года), лауреатка Премии «Золотой орел» за 2008 год, академик Национальной академии кинематографических искусств и наук России.
С 1996 года работала на многих киностудиях художницей-постановщиком по костюму, в том числе участвовала в работе над сложнопостановочными историческими проектами отечественного кино и телевидения : «Бедная Настя», «Парк советского периода», «Адмиралъ» и др.
В 2008 году при участии К. В. Худякова и Е. А. Елисеевой-Сусековой принимала активное участие в создании секции «ХУДОЖНИКИ КИНО И ТЕАТРА» при Творческом союзе художников России — общественной организации, объединяющей пятнадцать тысяч профессиональных художников по всей России.

## Биография
Родилась 05 сентября 1967 г. в г. Ленинграде.
В 1981 году окончила ДХШ № 6, преподаватель Даниэль С. М.
В 1986 году окончила художественный факультет ЛХУ им. В. А. Серова.
В 1996 году окончила Всероссийский государственный университет кинематографии им. С. А. Герасимова. Мастерскую художника кино и телевидения по костюму Нови Л. Ю.
2002 г. Член Союза художников.
2004 г. Член Союза кинематографистов.

## Фильмография

### Художница-постановщица
2012 г. «Брак по-русски», 4 серии, режиссёр Е. Шагалова, студия «ДжиПи»
2024 г.  "Ханума " спектакль режиссер  М. С. Богдасаров, Художественный театр комедии г. Москвы.

### Художница по костюмам
2000 г. т/ф «Новогоднее приключение», режиссёр Е. Серов, 2 серии, студия «Синемафор»,
2001 г. х/ф «Золотой век», режиссёр И. Хотиненко, студия «Новый век»,
2004 г. т/с «Бедная Настя», студия «Amedia», 122 серии,
2004 г. х/ф , «Парк советского периода " режиссёр Ю. Гусман, студия «Слово»,
2005 г. х/ф ,  "Собака Павлова  " режиссёр Е. Шагалова, ТПО «Рок»,https://tvkultura.ru/brand/show/brand_id/61077/
2006 г. т/с «Обречённая стать звездой», режиссёр П. Кротенко, 234 серии, ТТО «Новелла»,
2006 г. х/ф «Адмиралъ» (военный костюм), режиссёр А. Кравчук, студия «Даго»,
2007 г. т/с «Мины в фарватере», 8 серий, режиссёр Н. Гейко, студия «Ментор синема»,
2007 г. х/ф «Однажды в провинции», режиссёр Е. Шагалова, ООО «ТАН фильм»,
2008 г. т/с ,  "След саламандры "12 серий, режиссёр А. Замятин, «Студия IV»,
2009 г. т/с «Вера, надежда, любовь», 24 серии, режиссёр А. Рудаков, «Студия Арт-Базар»,
2011 г. т/с «Обручальное кольцо», режиссёр В. Харченко — Куликовский, студия «Телероман»,
2012 г. т/с «Найти мужа в большом городе», 4 серии, режиссёр Е. Шагалова, студия «ДжиПи»,
2012 г. т/с «Долгий путь домой», 16 серий, режиссёр О. Доброва-Куликова, студия «ДжиПи»,
2013—2014 г.г. т/с «Сучья война», режиссёр Н. Борц, студия «Феникс-фильм»,https://www.1tv.ru/movies/suchya-voyna
2014—2015 г.г. т/с «Молодая гвардия», режиссёр Л. Пляскин, студия «Профит»,
2015—2016 г.г. т/с «Анна-детективъ», режиссёры Ф. Герчиков, Е. Семенов; студия «Стар Медиа»
2017 г. т/с «Журавль в небе», режиссёр С.Комаров, «Кинокомпания Гамма»
https://www.1tv.ru/movies/zhuravl-v-nebe/zhuravl-v-nebe-1-seriya
2018 г. т/с Зулейха открывает глаза (сериал), режиссёр Е. Анашкин, студия «Русское»
2019 г. т/с "По закону военного времени — 4 ", режиссёр С. А. Виноградов, студия «Стар Медиа»
2020 г. д/с  " Авиаторы Победы " , режиссёр  Д. Кирис ,И. Петренко ,
https://www.rossiya-airlines.com/about/about_us/special_projects/aviators-victory/
2022 г. , д/с «Источник №13», режиссёр: Валерий Шеховцов,  Продюсерский центр «Студия Третий Рим», Студия «БИСЕР»
https://eurasia.film/2017/06/istochnik-no-13/
2023 г.  -  д/ф  “Корсунь “ , режиссёр А. Смирнов ,студия « Мастерская »
2023 -2024 г. - т/с " Берлинская жара " , режиссер  Е. Лаврентьев , ООО " Монументал Вижн "
2022 -2025 г. - т/с " В парке Чаир ", реж.С. Коротаев ,«Амедиа Продакшн», "Студия Небо" по заказу Первого канала
https://kino.1tv.ru/serials/v-parke-chair

### Автор сценария
2001 г. д/ф «Вверх по Масловке», режиссёр Г. Атнев, по заказу телеканала «Культура».

### Рекламные ролики
Педигри, Техмаркет, Каффетин, водка «Гетман», Каро фильм, «Золотой ключ».

## Общественная деятельность
2008 г. Заместитель председателя секции художников театра и кино ТСХ России.

## Призы и награды
2009 г. Лауреатка премии «Золотой орёл» за х/ф «Адмиралъ» в номинации «Лучшая работа художника по костюму».
2010 г. Заслуженный художник РФ

## Комментарии
т/с «Бедная Настя» — победитель Национального телевизионного конкурса «ТЭФИ» 2004 года в номинациях «Художник-постановщик» и «Продюсер».
х/ф «Собака Павлова» отмечен призами на российских кинофестивалях «Окно в Европу», «Сталкер», Pacific Meridian и «Амурская осень».
х/ф «Однажды в провинции» отмечен призом ФИПРЕССИ на ХХХ Московском международном кинофестивале.
т/с «Обручальное кольцо» — победитель Национального телевизионного конкурса «ТЭФИ» 2011 года в номинации «ТЕЛЕВИЗИОННЫЙ ХУДОЖЕСТВЕННЫЙ СЕРИАЛ — ТЕЛЕРОМАН/ТЕЛЕНОВЕЛЛА»
т/с «Молодая гвардия» в 2016 году был номинирован на Государственную премию Российской Федерации в области литературы и искусства.
т/с «Анна детективъ» — признан лучшим телевизионным сериалом (более 24 серий) Ассоциацией продюсеров Кино и Телевидения в 2016 г.
Персональная выставка в Доме кино, г. Москва, 2019 год, https://unikino.ru/natalia-stytsuk-ex/